# Гимн Аргентины
Национальный гимн Аргентины (исп. Himno Nacional Argentino) — государственный гимн Аргентины. Слова аргентинского национального гимна были написаны Висенте Лопес и Планесом, музыка — Бласом Парерой. Песня была принята в качестве национального гимна 11 мая 1813 года, три года спустя после формального провозглашения независимости от Испании. 11 мая является в Аргентине Днём Гимна.

## История создания
24 мая 1812 года Винсенте Лопес посетил спектакль El 25 de Mayo, посвящённый революции 25 мая 1810 года. Пьеса, написанная Луисом Амбросио Моранте, завершалась пением актёрами гимна. Лопес почувствовал вдохновение, и в ту же ночь написал первые строфы стихов, которые впоследствии заменили слова Моранте, для которых Блас Парера писал музыку.
11 мая 1813 года Генеральное законодательное собрание (временное правительство) одобрило в качестве гимна текст Marcha Patriótica («Патриотический марш»), и поручило композитору Бласу Парере сочинить для них музыку. Некоторые авторы считают, что первоначально Парера согласился, однако результат не был представлен. В конце концов, Парера отказался писать музыку — слова гимна содержали выпады в отношении Испании, а Парера был испанцем и боялся реакции короля. После отказа, он был посажен в тюрьму, где под угрозой смертной казни был вынужден написать музыку. Партитура была завершена в одну ночь — Парера скопировал фрагменты произведений, созданных им ранее для театральных спектаклей. После этого, он был освобождён и впоследствии покинул Аргентину — долгие годы прожил в Рио-де-Жанейро и Испании, где умер.
Законченная версия впервые была исполнена 14 мая 1813 года в доме аристократки Марикиты Санчес де Томпсон. Публичное исполнение гимна состоялось 25 мая того же года на ночном патриотическом собрании в театре в Буэнос-Айресе. Первоначально гимн назывался Canción Patriótica Nacional («Национальная патриотическая песня»), а позднее просто Canción Patriótica («Патриотическая песня»). В 1847 году гимн был издан под названием Himno Nacional Argentino («Аргентинский национальный гимн»), и сохраняет это название до сегодняшнего дня.

## Дальнейшие изменения
В 1860 году композитор и дирижёр Хуан Пабло Эснаола аранжировал музыку гимна, сделав её более гармонически насыщенной.
Первоначальная версия текста, названная Лопесом Himno de Mayo («Майский гимн») создавалась в период борьбы за независимость от Испании и была полна антииспанской риторики.
На протяжении XIX-го столетия, гимн исполнялся целиком. Однако, со временем чувство ненависти к Испании угасло и Аргентина стала домом для многих испанских иммигрантов. Декретом президента Рока 30 мая 1900 года была введена практика публичного исполнения только первой и последней строфы гимна.
2 августа 1924 года другой резолюцией была закреплена музыка Пареры в обработке Эснаолы в тональности си-бемоль мажор, и запрещены музыкальные вариации на тему гимна.

## Исполнение
Исполнение гимна обязательно во время официальных мероприятий (присутствующим следует встать и петь гимн). Радиовещательные компании могут исполнять гимн в полночь, а телевидение — перед окончанием вещания. В национальные праздники обязательно исполнение гимна в полночь и в полдень.
Исполнение гимна Аргентины регулируется декретом 10302/1944.
В тех случаях, когда исполнение гимна ограничено по времени (например, во время спортивных соревнований), часто исполняется только инструментальное вступление гимна.

## Текст гимна
| Современная версия Испанский текст | Первоначальная версия Marcha Patriótica Испанский текст | Первоначальная версия Marcha Patriótica Испанский текст | Русский перевод |
| Oíd, mortales, el grito sagrado: «¡Libertad, libertad, libertad!» Oíd el ruido de rotas cadenas, ved en trono a la noble igualdad. Ya su trono dignísimo abrieron las Provincias Unidas del Sud y los libres del mundo responden: «Al gran pueblo argentino, ¡salud!» Y los libres del mundo responden: «Al gran pueblo argentino, ¡salud!» Y los libres del mundo responden: «Al gran pueblo argentino, ¡salud!» Estribillo Sean eternos los laureles que supimos conseguir, que supimos conseguir. Coronados de gloria vivamos… ¡o juremos con gloria morir!, ¡o juremos con gloria morir! | Oíd, mortales, el grito sagrado: Libertad, libertad, libertad. Oíd el ruido de rotas cadenas, Ved en trono a la noble igualdad. Se levanta a la faz de la Tierra una nueva y gloriosa Nación, coronada su sien de laureles, y a sus plantas rendido un león. Coro Sean eternos los laureles, que supimos conseguir. Coronados de gloria vivamos… o juremos con gloria morir. De los nuevos campeones los rostros Marte mismo parece animar la grandeza se anida en sus pechos: a su marcha todo hacen temblar. Se conmueven del Inca las tumbas, y en sus huesos revive el ardor, lo que va renovando a sus hijos de la Patria el antiguo esplendor. Pero sierras y muros se sienten retumbar con horrible fragor: todo el país se conturba por gritos de venganza, de guerra y furor. En los fieros tiranos la envidia escupió su pestífera hiel; su estandarte sangriento levantan provocando a la lid más cruel. ¿No los véis sobre México y Quito arrojarse con saña tenaz y cuál lloran, bañados en sangre, Potosí, Cochabamba y La Paz? ¿No los véis sobre el triste Caracas luto y llantos y muerte esparcir? ¿No los véis devorando cual fieras todo pueblo que logran rendir? A vosotros se atreve, argentinos, el orgullo del vil invasor; vuestros campos ya pisa contando tantas glorias hollar vencedor. | Más los bravos, que unidos juraron su feliz libertad sostener, a estos tigres sedientos de sangre fuertes pechos sabrán oponer. El valiente argentino a las armas corre ardiendo con brío y valor, el clarín de la guerra, cual trueno, en los campos del Sud resonó. Buenos Ayres se opone a la frente de los pueblos de la ínclita unión, y con brazos robustos desgarran al ibérico altivo león. San José, San Lorenzo, Suipacha, ambas Piedras, Salta y Tucumán, La Colonia y las mismas murallas del tirano en la Banda Oriental. Son letreros eternos que dicen: aquí el brazo argentino triunfó, aquí el fiero opresor de la Patria su cerviz orgullosa dobló. La victoria al guerrero argentino con sus alas brillante cubrió, y azorado a su vista el tirano con infamia a la fuga se dio. Sus banderas, sus armas se rinden por trofeos a la libertad, y sobre alas de gloria alza el pueblo trono digno a su gran majestad. Desde un polo hasta el otro resuena de la fama el sonoro clarín, y de América el nombre enseñando les repite: «¡Mortales, oíd!: ya su trono dignísimo abrieron las Provincias Unidas del Sud». Y los libres del mundo responden: "Al gran pueblo argentino, ¡salud! Sean eternos los laureles que supimos conseguir. Coronados de gloria vivamos… ¡o juremos con gloria morir! | Слушайте, смертные, священный клич: Свобода, Свобода, Свобода! Слушайте треск рвущихся цепей: Видьте на троне благородное равенство. Уже ему достойнейший трон открыли Объединённые провинции Юга! И свободные мира отвечают: Великому народу Аргентины салют! (трижды) Будут вечными пусть лавры, Что сумели мы добыть. Пусть заживем коронованные славой Иль поклянёмся со славой погибнуть. |